# Grant Thornton Sweden
Grant Thornton Sweden AB är ett svenskt revisions- och konsultföretag med huvudfokus på revision, ekonomitjänster, skatt och rådgivning. Företaget startades 1950 av Börje Lindeberg och hette då Lindebergs Revisionsbyrå AB. 
Grant Thornton Sweden omsatte 2 007 miljoner SEK 2024/2025 har över 1 400 medarbetare på kontor från Malmö till Kiruna i Sverige och är medlem inom Grant Thornton International Ltd – det sjätte största paraplyorganisationer av självständigt ägda och styrda revisions- och konsultföretag efter de så kallade Big four och BDO International. På den svenska marknaden är dock Grant Thornton den femte största revisionsbyrån efter Big four. Medlemsföretagen i Grant Thornton International har sammanlagt mer än 76 000 medarbetare och finns representerade i ca 156 länder. Den totala omsättningen för medlemsföretagen inom Grant Thornton International var 8 miljarder USD (per 2024).
Huvudkontoret i Sverige finns på Kungsgatan 57 i Stockholm. Styrelseordförande sedan 2025 är Mia Rutenius och vd är Henrik Johansson sedan 2024.

## Samarbete med högskolor och universitet
Företaget är en av medlemmarna, benämnda Partners, i Handelshögskolan i Stockholms partnerprogram för företag som bidrar finansiellt till högskolan och nära samarbetar med den vad gäller forskning och utbildning.